# 大分県立日田高等学校
大分県立日田高等学校（おおいたけんりつ ひたこうとうがっこう）は、大分県日田市田島二丁目にある県立高等学校。普通科を設置。

## 概要
大分県立日田高等学校は、日田高（ひたこう）の略称で知られる県立高等学校である。地理的特性から、大分県日田市に所在しながらも、近隣の旧山国町（現・中津市の一部）や福岡県東峰村からも生徒が通学している。
同校は、学業と部活動の両立を特色とする。運動部においては、ボート部、剣道部、弓道部が全国大会へ頻繁に出場する実績を有し、野球部は過去に全国高等学校野球選手権大会（甲子園）への出場経験を持つ。一方、文化部においても活動が活発であり、科学部、音楽部、放送部などが各種コンクールや大会において九州大会や全国大会の常連となっている。特筆すべきは、2006年に登山部が県大会で初優勝を果たし、全国高等学校総合体育大会（インターハイ）の登山競技に出場したことである。これらの部活動における実績に加え、文武両道の精神は、他の部活動に所属する生徒はもとより、非部活動生の間にも、クラスマッチや体育大会といった学校行事を通じて深く根付いている。
2011年度（平成23年度）には、文部科学省よりスーパーサイエンスハイスクール（SSH）に指定された。これは大分県下の高等学校としては2校目となる。この指定に伴い、2年次および3年次にSSクラスが設置され、生徒たちは高度な課題研究などに積極的に取り組んでいる。
校訓は「剛健・積極・明朗」である。校章は、「太陽の中に住む三本足の金の鳥」（金烏）を象ったものであり、中国の古い伝説「金烏玉兎」にその起源を持つ。

## 沿革
- 1912年（明治45年）5月25日 - 大分県日田郡立工芸学校女子部（後の大分県立日田高等女学校）設立。
- 1920年（大正9年）12月8日 - 大分県立日田中学校設立認可。
- 1948年（昭和23年）4月1日 - 学制改革により大分県立日田中学校と大分県立日田高等女学校が合併し、大分県立日田第一高等学校となる。
- 1949年（昭和24年）4月1日 - 定時制（夜間）課程を設置。
- 1951年（昭和26年）4月1日 - 大分県立日田城内高等学校と改称。
- 1953年（昭和28年）4月1日 - 大分県立日田高等学校と改称。23ページ
- 1957年（昭和32年）4月1日 - 商業科を設置。
- 1964年（昭和39年）4月1日 - 商業科を日田三隈商業高等学校（現在の大分県立日田三隈高等学校）として分離。
- 1970年（昭和45年）4月1日 - 理数科を設置。
- 1978年（昭和53年）4月1日 - 理数科を廃止。
- 2003年（平成15年） - 2学期制を導入。
- 2011年 （平成23年）文部科学省よりスーパーサイエンスハイスクールに指定される。

## 教育目標
教育基本法の精神に深く根ざし、「剛健・積極・明朗」を校訓として掲げる。この校訓のもと、生徒一人ひとりが主体的に学び、新たな価値を創造する資質を涵養することを重要な目標とする。
具体的には、生徒の自主性を尊重し、自ら考え、判断し、行動する力を育成する。また、知的好奇心を刺激し、多様な活動を通して創造性を高める。さらに、心身の調和のとれた発達を促し、豊かな人間性を育むことを目指す。
これらの教育活動を通して、本校は生徒が民主的な国家及び社会の形成者として、その責務を果たせるよう、心身ともに健全で、社会の変化に主体的に対応できる人材の育成に邁進するものである。

## 学校生活
- 学期は3学期制である。2002年度までは3学期制であったが、2003年度に入って2学期制に変更された。しかし2015年度にまた3学期制に戻された。
- 通常の時間割は月・火・木・金曜が50分×7コマで水曜が50分×6コマ短縮授業では、その指定を受けた各授業が45分になる）。また、50分以上の授業が行われることもある（例: 土曜学習会など）。
- 課外授業は、県内の多くの高校と同じように導入されていない。
- 長期休暇は、春季休業、夏季休業、冬季休業がある。

## 行事
- 4月 - 桜花会（新入生のための歓迎遠足。各部活動の紹介などが行われる）
- 6月 - クラスマッチ（1～3年までの全クラスが参加）
- 9月 - 響櫳祭(文化祭･体育祭)
- 2月 - 予餞会(平成28年度より廃止予定)、強歩大会
- 3月 - クラスマッチ（1、2年の全クラスが参加）

2年次の12月に修学旅行がある。行先は東京、長野である。
2年次にSSクラスに進む生徒は1年生の1月の終わり頃に筑波研修旅行がある。そこで最先端の科学について学ぶことができる。
2年次にSSクラスに進んだ生徒は、10月頃に国内研修または海外研修がある。海外研修ではマレーシアで研修を行う。

## 部活動

### 運動部
- バスケットボール部
- ソフトテニス部（男子・女子）
- ラグビー部
- バレーボール部（男子・女子）
- 陸上部
- サッカー部
- 弓道部
- 卓球部
- ボート部
- 剣道部
- 野球部
- バドミントン（同好会）

### 文化部
- 放送部
- 文芸部
- HLR部
- 茶道部
- 音楽部
- 器楽部
- 新聞部
- 美術部
- 書道部
- 科学部
- JRC
- 家庭科クラブ

## 周辺
- 日田市役所
- 日田警察署
- 日田田島郵便局

## 同窓会
- 陽柳会（ようりゅうかい）

## 出身著名人
- 竹島和幸（実業家、西日本鉄道会長）
- 広瀬道貞（実業家、元テレビ朝日会長、元日本民間放送連盟会長）
- 溝口薫平（実業家、由布院玉の湯会長、観光カリスマ）
- 石川利光（作家、芥川賞受賞）
- 末弘喜久（作家、すばる文学賞受賞）
- 畑正憲（作家）
- 原好男（フランス文学者）
- 一ノ宮美成（ジャーナリスト）
- 梅野慶志（元プロ野球選手）
- 桑野智一（元プロサッカー選手）
- 伊藤勝利（元プロ野球選手）
- 財津守（元プロ野球選手）
- 江藤愛（TBSアナウンサー）
- 平川侑季（元大分放送アナウンサー）
- 安元佳奈（元大分放送アナウンサー）
- 木下美咲（女優）
- 真屋順子（女優）
- 林真奈美（女子競輪選手、元ボート選手）
- 村上英之（西日本シティ銀行頭取）
- 山本浩二 (実業家)（株式会社J.D.パワージャパン の代表取締役社長）
- 岡野涼子（キャリアコンサルタント、大分県議会議員）

## アクセス
- JR九州久大本線: 日田駅から北東へ700m
- JR九州日田彦山線BRT: 日田市役所前駅にて下車（登下校時のみ経由）
- 日田バス: 日田高前にて下車